# 駆動輪

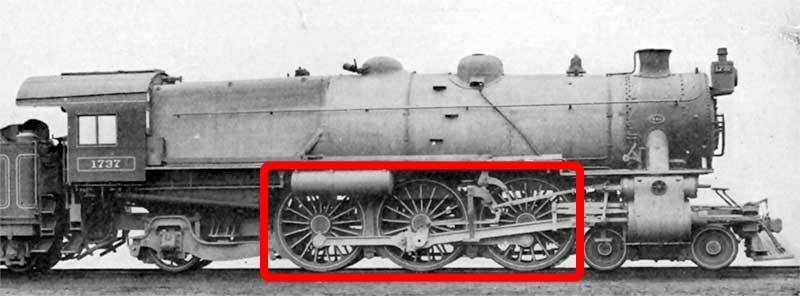
蒸気機関車の動輪（赤枠内）

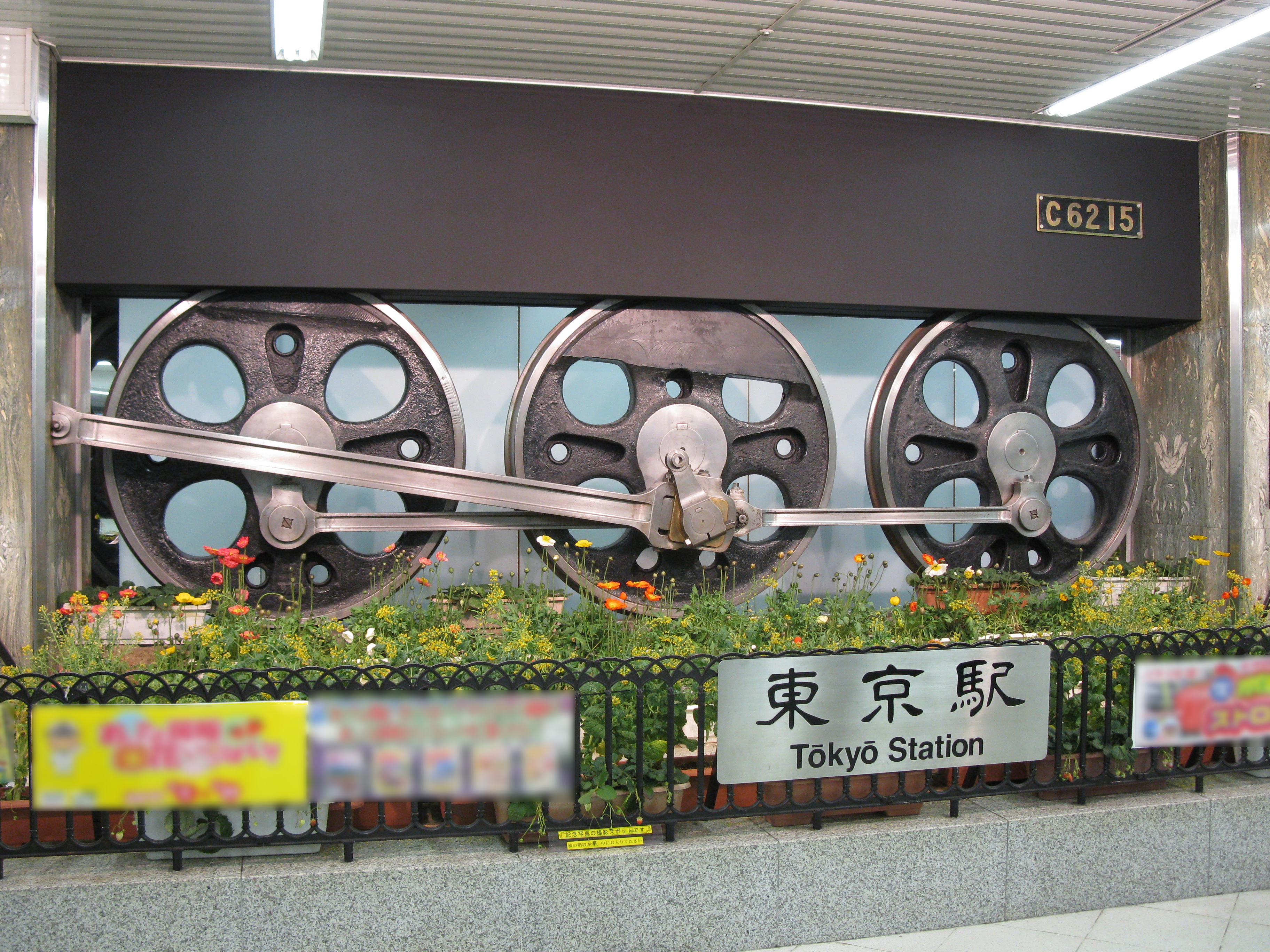
東京駅地下「動輪の広場」で保存展示されているC62形の動輪

駆動輪（くどうりん）とは、原動機の起こした力を直接受け回転運動に変換し、それを利用して動く車輪のことを指す。

## 鉄道車両
鉄道車両、とりわけ蒸気機関車では動輪（どうりん）と称される。また、蒸気機関車・ディーゼル機関車・電気機関車など違う車種での出力の比較で用いられる。これを、動輪周出力（どうりんしゅうしゅつりょく）と称する。これは、電気を用いる電気モーターやディーゼルエンジンなどでの単純な数値の比較だけではなく、運用に際して動力の損失を勘案することで、実際の運用での出力を計算する必要がある為である。
また、車輪の一部にピストンと釣り合い重しがあることや大きさが比較的大きいことが多かった蒸気機関車のそれが鉄道関係者でシンボルとして用いられる事例が多く、動輪そのものが保存展示の対象となることもある。

## 自動車
自動車においては、駆動輪の位置および数により分類される。詳細は各項目を参照。

### 駆動輪の位置による分類
- 前輪駆動
- 後輪駆動
- 全輪駆動 - 発音で前輪駆動と区別できないため、「総輪駆動」や「AWD」と呼ぶこともある。4x4、6x6、8x8などが含まれる。

### 駆動輪の数による分類
- 二輪駆動
- 四輪駆動 - この表記では、4x4のほか、三軸車や四軸車の後二軸駆動（6x4、8x4などのツーデフ車）も含まれてしまう。
- 六輪駆動